# Irlands damlandslag i basket
Irlands damlandslag i basket (engelska: Ireland women's national basketball team) representerar Irland i basket på damsidan.
I februari 2010, under den ekonomiska nedgången i Irland, beslutade det irländska basketförbundet att de kommande åren inte ställa upp i internationella landslagsturneringar. Laget hade strax innan dess börjat etablera sig i toppen av B-divisionen i kvalet till Europamästerskapet.

### Fotnoter
1. ↑  Keith Duggan (24 februari 2010). ”Basketball Ireland pull plug on international sides” (på engelska). Irish Times. http://www.irishtimes.com/sport/basketball-ireland-pull-plug-on-international-sides-1.626780. Läst 28 juni 2015.
2. ↑  ”Peat glad of Ireland comeback” (på engelska). Dublin City Sport. 26 mars 2015. Arkiverad från originalet den 24 september 2015. https://web.archive.org/web/20150924021046/http://www.gazettegroup.com/sport/peat-glad-ireland-comeback/. Läst 28 juni 2015.